# 韋爾斯山
85°10′S 169°48′W / 85.167°S 169.800°W
韋爾斯山（英語：Mount Wells）是南極洲的山峰，位於杜費克海岸，處於利夫冰川西岸，處於瓊冰原島峰西北面6公里，屬於奧拉夫王子山脈的一部分，現時由南極條約體系管理。